# 日域無雙一覺流
一覚流（いっかくりゅう）とは、佐藤一覚が天正19年7月7日に創始した捕手術を表芸とする総合武術の流派である。正式名称は日域無雙一覺流。

## 歴史
流祖は九州肥後の佐藤一覚である。
佐藤一覚は、18歳から28歳まで様々な他流の捕手術を学んだ後、鞍馬僧正嶽に百日参籠し天正19年7月7日（1591年8月25日）に九寸五分の白刃と二尺五寸の打物の留手、その他捕手の秘法を定めて日域無双一覚流を編み出した。
慶長五年（1600年）八月二十四日に佐藤覚助が相伝した。
一部の系統では一日城無双一覚流という名で伝わったものがある。他に佐藤一学を流祖とする日域無双一學流や一覺流拳法と書く系統がある。
中国四国、近畿、九州等の西日本一帯で広く学ばれていた。
広島の系統からは捕縄術を表芸とする一派、黒川流小具足廻（黒川派）が出ている。
松江藩には松平直政の家臣川瀬兵蔵が伝えた。また、庭瀬藩では若林和左衛門が伝えていた。

## 内容
捕手と縄を中心としている。
一覚流の体系は、表・人質捕・腰之廻・中極意（中段）・縄からなる。
表五ヶ条
行逢、行連、逼抵、後當、寄詰
人質捕四ヶ条
十文字、切先詰、朊搦、隠刀
中極意五ヶ条
微塵不延、膽落、摩麟、瀧落、瀧車
腰之廻七ヶ条
豊昌剣、無明剣、捨刀、八方突、たへし突、脇刀、霞一天
縄五筋之大事
真明縄之事、助縄之事、切縄之事、諍縄之事

## 系譜
日域無双一覚流捕手は比較的古い流派であり多くの系統が存在したが、例として一部の系譜を以下に示す。
カッコ内は相伝した日付である。
- 佐藤一覺　（九州住、天正十九年七月七日創始）
  - 佐藤覺之助　（備州住、慶長五年八月二十四日）
    - 村上三郎左衛門　（作州住、慶長十五年三月二十四日）
      - 圓尾伯有　（武州住、寛永十六年十二月二十四日）
        - 澁谷安左衛門
          - 谷口與三左衛門（作州）
            - 大野運蔵
            - 大野恵蔵
              - 坂手太郎兵衛

    - 毛利覚兵衛